# 1712.
◄ | 17. stoljeće | 18. stoljeće | 19. stoljeće | ►
◄ | 1680-ih | 1690-ih | 1700-ih | 1710-ih | 1720-ih | 1730-ih | 1740-ih | ►
◄◄ | ◄ | 1709. | 1710. | 1711. | 1712. | 1713. | 1714. | 1715. | ► | ►►
Arhitektura • Astronomija • Biologija • Glazba • Kazalište • Kemija • Kiparstvo • Knjige • Književnost • Kršćanstvo • Medicina • Politika • Pravo • Promet • Slikarstvo • Znanost

## Događaji
- Thomas Newcomen konstruirao parni stroj.
- 9. ožujka – Hrvatski sabor donio Hrvatsku pragmatičku sankciju.

## Rođenja
- 24. siječnja – Fridrik II. Veliki, pruski kralj († 1786.)
- 28. lipnja – Jean Jacques Rousseau, francuski književnik i filozof († 1778.)

## Smrti
- 17. lipnja – Denis Papin, francuski istraživač i izumitelj (* 1647.)
- 14. rujna – Giovanni Domenico Cassini, francuski astronom, matematičar i inženjer talijanskog podrijetla (* 1625.)

## Vanjske poveznice
|  | Zajednički poslužitelj ima još gradiva o temi 1712. |